# Łopatka (Rogożowa Skała)

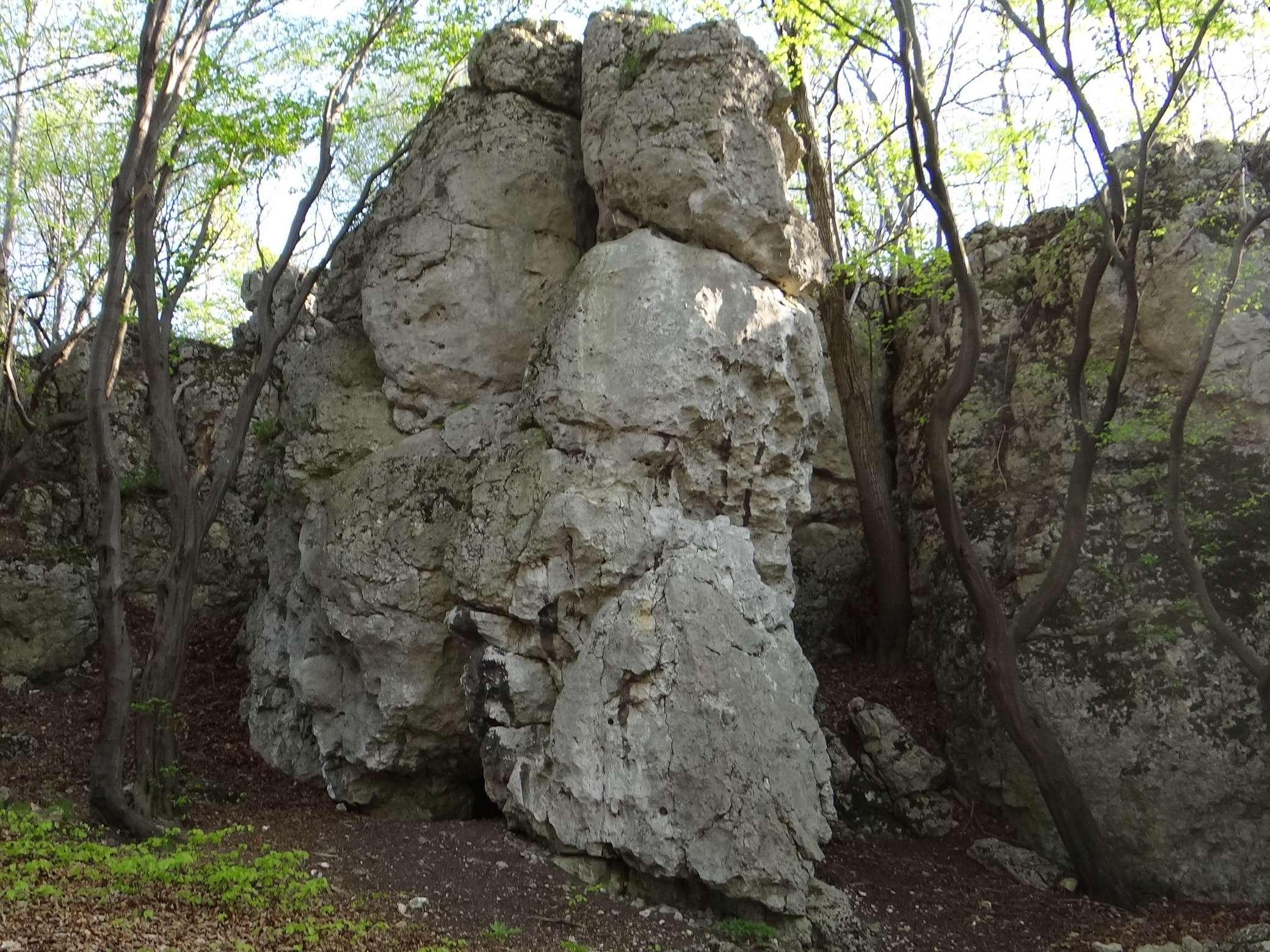

Łopatka – skała w grupie Rogożowej Skały w miejscowości Przeginia, w województwie małopolskim, w powiecie krakowskim, w gminie Jerzmanowice-Przeginia. Znajduje się na Wyżynie Olkuskiej będącej częścią Wyżyny Krakowsko-Częstochowskiej.
Łopatka to zbudowana ze skalistego wapienia skała o wysokości 6–8 m, o połogich, pionowych lub przewieszonych ścianach z filarem i kominem. Znajduje się w lesie, w środkowej, wierzchołkowej części grupy Rogożowej Skały, powyżej Bulwy i Jednorożca. Jest obiektem wspinaczki skalnej. Wspinacze poprowadzili na niej 14 dróg wspinaczkowych. Mają wystawę zachodnią, północno-zachodnią, północną, południową, lub południowo-zachodnią i trudności od IV do VI.3+w skali krakowskiej. Większość dróg jest obita 1–4 ringami, niektóre posiadają tylko stanowiska zjazdowe. Skała o sporych uchwytach. U północnego podnóża skały znajduje się Jaskinia między Schronami.

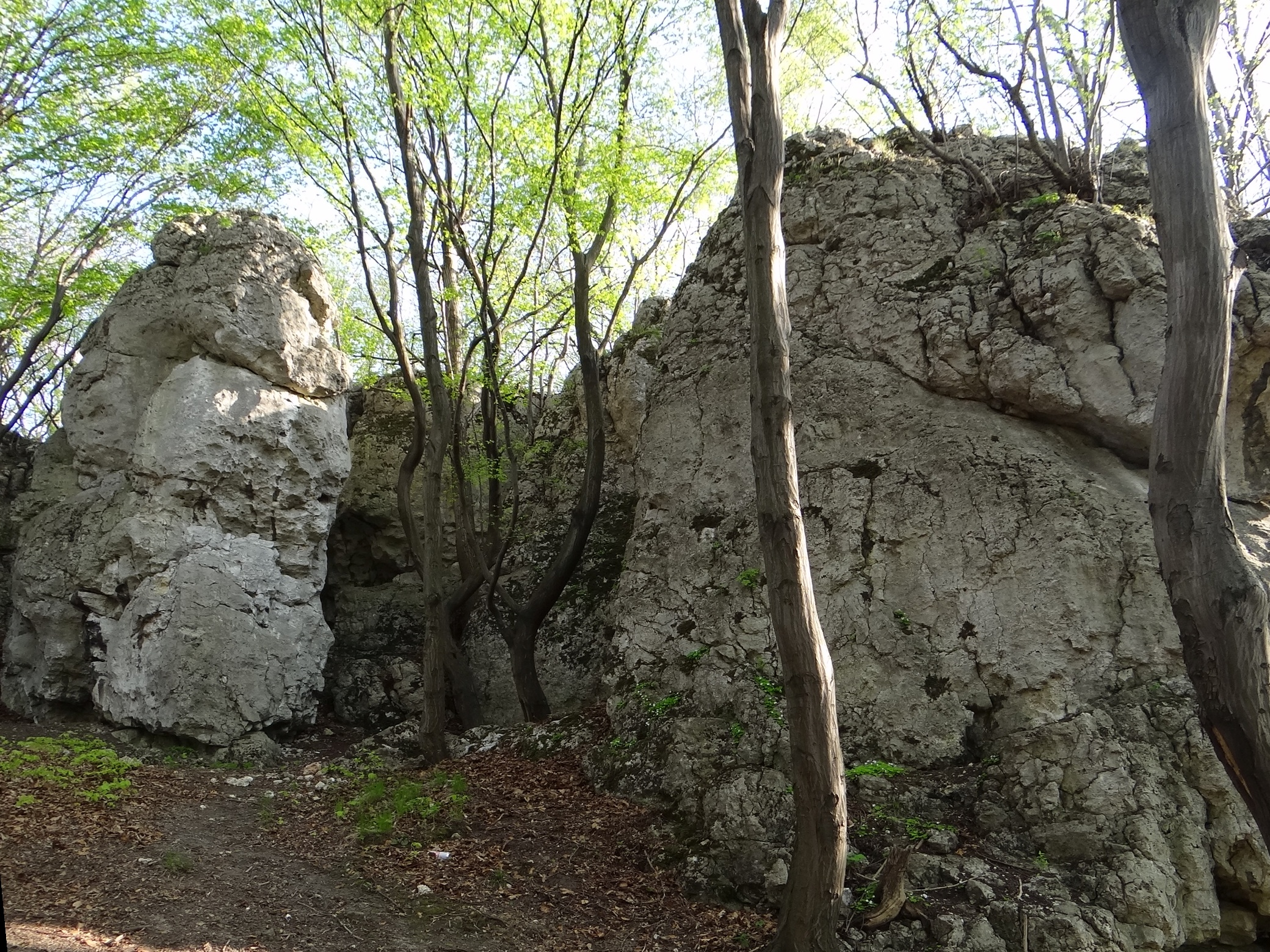